# Felice Todde
Felice Todde (Cagliari, 24 novembre 1945) è un musicologo italiano.

## Biografia
Dopo un periodo al conservatorio di Cagliari ha svolto studi musicali privati con Luigi Colacicchi per la polifonia, Giuseppe Ruisi per armonia e lettura della partitura, Gustavo Melis, Gina Rèbori e Sesto Bruscantini per il canto. Laureato con lode in estetica musicale all'Università "La Sapienza" in Roma, ha seguito i corsi di perfezionamento del Mozarteum di Salisburgo . Ha collaborato mediante scritti, traduzioni e conferenze con teatri lirici e istituzioni culturali. È stato il consulente artistico della SACIS-RAI (poi RAI Trade) per la commercializzazione dei diritti audio-video di cicli d'opere realizzate dal Teatro alla Scala e registrate dalla RAI. Dal 1986 al 2012 ha collaborato con la Nuova Rivista musicale Italiana dove ha pubblicato numerosi saggi, gran parte dei quali dedicati al rapporto musica-parola e al percorso dalla fonte letteraria al libretto e alla partitura nell'opera lirica. È stato docente di storia dell'opera all'Accademia del Maggio Fiorentino. Tiene lezioni e seminari in conservatori ed in corsi di perfezionamento. È stato collaboratore dell'emittente Rete Toscana Classica e del Festival Dino Ciani di Cortina d'Ampezzo. È autore di una biografia del tenore ottocentesco "Mario" (Giovanni Matteo De Candia) e d'una del pianista Dino Ciani, nonché di Tre drammi spagnoli per Verdi , di Chopin, l'opera italiana e i cantanti e Memorie musicali di un provinciale (Zecchini Editore, 2022, 2023 e 2024).

## Opere
- Le non-relazioni tra l'"Italienisches Liederbuch" e le sue fonti letterarie, NRMI, ERI, Torino 1989, n.4.
- Antonio Gramsci e la musica, NRMI, Nuova ERI, Roma 1995, n.3.
- La parola cantata. In margine all'estetica musicale di Galvano della Volpe, NRMI, Nuova ERI, Roma 1997, nn.1-4.
- Alcune banalità sull'esecuzione del recitativo secco, NRMI, Nuova ERI, Roma 2002, n.1.
- Luigi Baldacci e i libretti d'opera, NRMI, Nuova ERI, Roma, 2002, nn.3-4.
- "Falstaff" o la dittatura delle sdrucciole. Con un glossario del "Falstaff", NRMI, Nuova ERI, Roma 2007, n.1.
- "Divas and Scholars. Performing Italian Opera" di Philip Gossett, NRMI, Nuova ERI, Roma 2007, n.3.
- L'opera lirica nel pensiero di Antonio Gramsci, NRMI, Nuova ERI, Roma 2007, n.3.
- Chopin, l'opera italiana e i cantanti del suo tempo, NRMI, Nuova ERI, Roma 2010, n.1.
- Convenienze e inconvenienze tra Verdi e il tenore Mario, NRMI, Nuova ERI, Roma 2012, n.4.
- "Norma: Romanticismo in coturni. Dal classicismo di Soumet al romanticismo di Bellini, Edizioni del Teatro di San Carlo, Napoli 1999.
- "Orfeo ed Euridice". eis o catálogo, Ed. Teatro Nacional Saõ Carlos, Lisboa 2002.
- Dino Ciani, percorsi interrotti, Zecchini Editore, Varese 2016
- Il tenore gentiluomo. La vera storia di Mario (Giovanni Matteo De Candia), Zecchini Editore, Varese 2016.
- Da Manrique a Manrico, da Bocanegra a Boccanegra, da 'Alvaro ad Alvaro. Tre drammi spagnoli per Verdi. Con i testi teatrali e la versione italiana a fronte. Zecchini Editore, Varese 2022.
- Chopin, l'opera italiana e i cantanti, Zecchini Editore, Varese 2023.
- Memorie musicali di un provinciale 1964-2022, Zecchini Editore, Varese 2024.